# Michael Neufeld
Michael Neufeld (ur. 29 marca 1984) – kanadyjski zapaśnik w stylu wolnym. Trzeci na igrzyskach panamerykańskich w 2007. Srebrny medalista mistrzostw panamerykańskich w 2009. Brąz na mistrzostwach Wspólnoty Narodów w 2003 i 2007. Zawodnik Brock University.